# Uirapuru-de-garganta-preta
Uirapuru-de-garganta-preta (nome científico: Thamnomanes ardesiacus) é uma espécie de ave pertencente à família dos tamnofilídeos. Pode ser encontrada na Bolívia, Brasil, Colômbia, Equador, Guiana Francesa, Guiana, Peru, Suriname e Venezuela.
Seu nome popular em língua inglesa é "Dusky-throated antshrike".